# Ла Сале
Ла Сале је насеље у Италији у округу Долина Аосте, региону Долина Аосте.
Према процени из 2011. у насељу је живело 849 становника. Насеље се налази на надморској висини од 1008 м.

## Становништво
| 1951. | 1961. | 1971. | 1981. | 1991. | 2001. | 2011. |
| ----- | ----- | ----- | ----- | ----- | ----- | ----- |
| 1.767 | 1.578 | 1.381 | 1.392 | 1.679 | 1.880 | 2.071 |